# براندون هاگس
براندون هاگس (انگلیسی: 6 Tre G؛ زادهٔ ۲۵ سپتامبر ۱۹۸۰) یک موسیقی‌دان اهل ایالات متحده آمریکا است. وی از سال ۱۹۹۹ میلادی تاکنون مشغول فعالیت بوده‌است.